# Cam Reddish

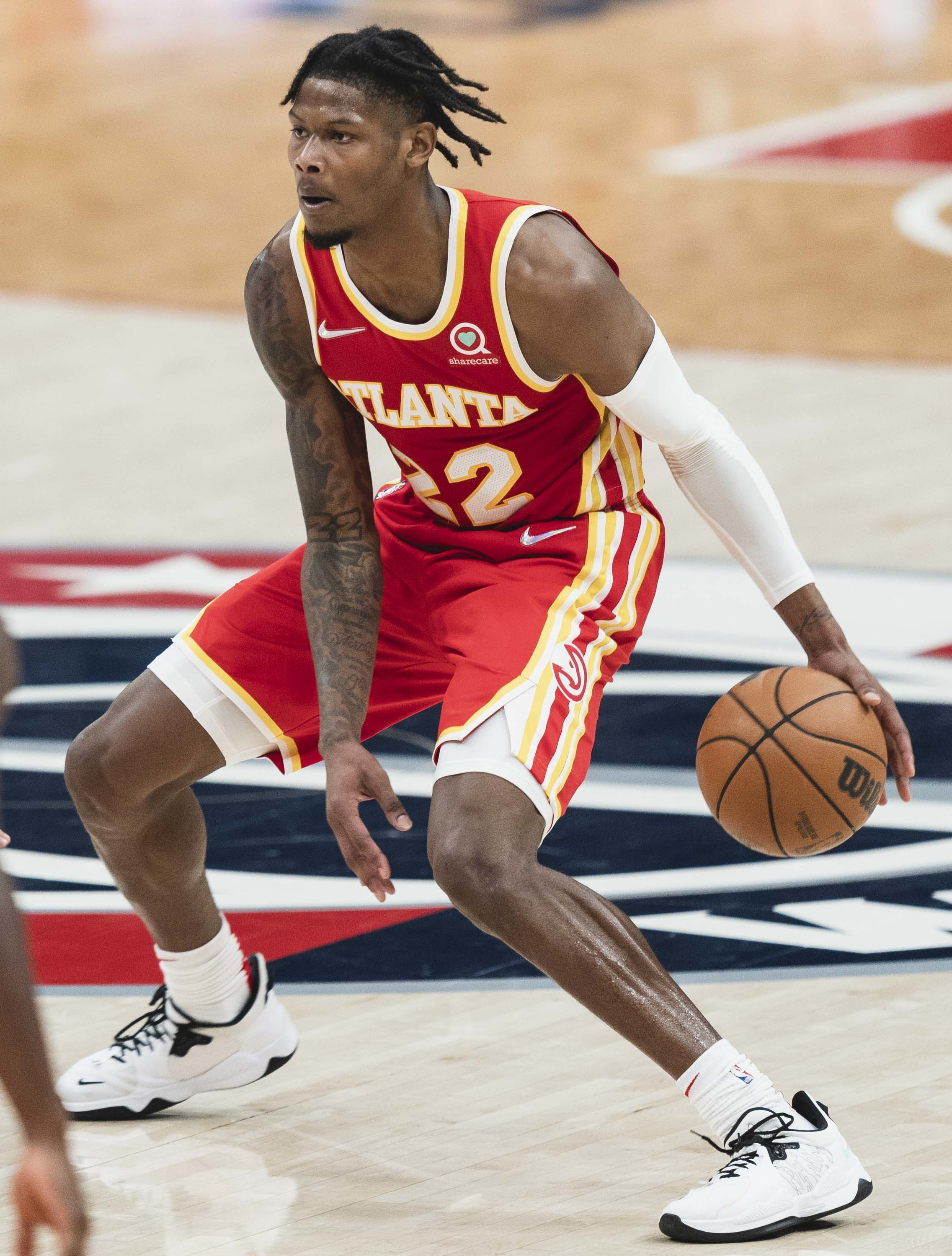
Cam Reddish, 2021.

Cameron Elijah "Cam" Reddish, född 1 september 1999 i Norristown i Pennsylvania, är en amerikansk professionell basketspelare (SF/SG) som spelar för Los Angeles Lakers i National Basketball Association (NBA). Han har tidigare spelat för Atlanta Hawks, New York Knicks och Portland Trail Blazers.
Reddish draftades av Atlanta Hawks i första rundan i 2019 års draft som tionde spelare totalt.
Innan han blev proffs studerade Reddish vid Duke University och spelade för deras idrottsförening Duke Blue Devils.